# Matrimandir

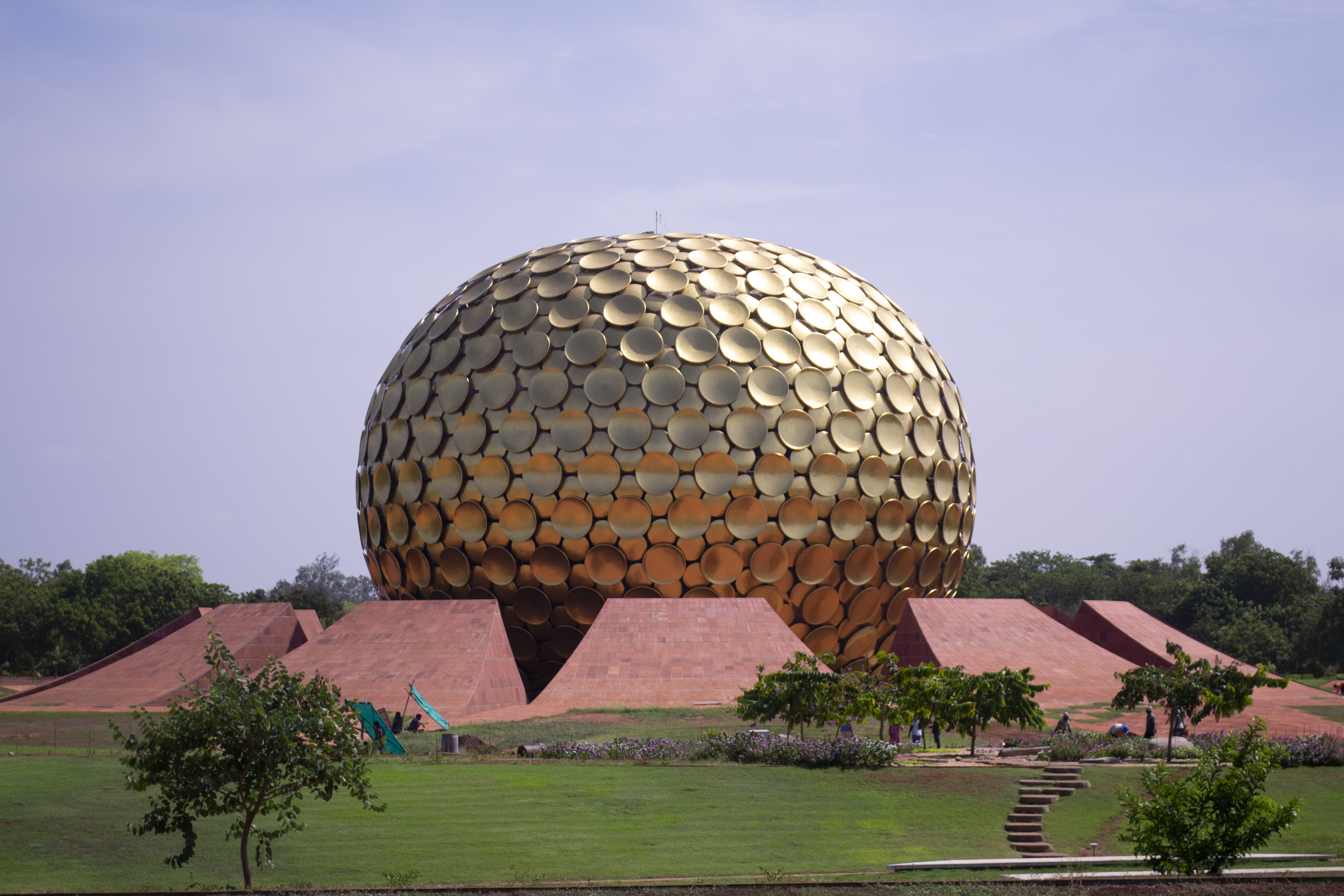
Matrimandir im Mai 2018

Das Matrimandir (Sanskrit, n., मातृमन्दिर, mātṛmandira, Hindi, m., मातृमंदिर, mātṛmandir, für Tempel der Mutter) ist das sakrale Zentralgebäude im Kerngebiet der international ausgerichteten, 1968 gegründeten, südindischen Stadt Auroville. Die Grundidee stammt von Mira Alfassa, der geistigen Mitarbeiterin Aurobindos (auch Die Mutter genannt). Das Gebäude dient Bewohnern und Besuchern Aurovilles als Ort der stillen Meditation und Kontemplation, wird als Seele Aurovilles bezeichnet und ist keiner Religion oder Sekte zugeordnet.

## Konstruktion

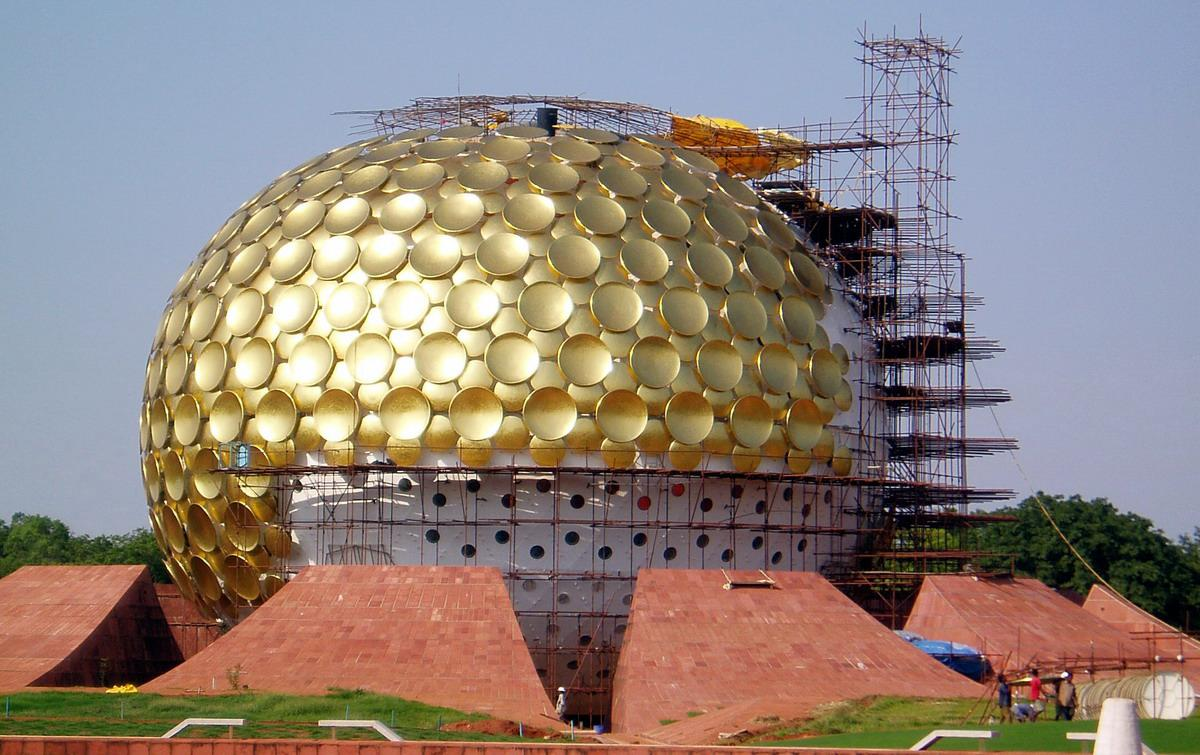
Matrimandir noch im Bau
am 19. August 2006

Die in Form einer mächtigen, sphärisch abgeflachten Kugel errichtete Konstruktion wird von vier wandartig ausgebildeten Doppelpfeilern aus Stahlbeton getragen, die ihrerseits der Vertikalerschließung dienen. Das Gebäude verfügt über mehrere Ebenen, deren unterste nicht allgemein zugänglich ist. Der Besucherzugang erfolgt leicht unterhalb des Umgebungsniveaus innerhalb eines der Doppelpfeiler, von wo der Besucher über eine Treppe auf eine untere Ebene geführt wird.
Von der unteren Ebene leiten an der Innenseite der Gebäudehülle zwei gegenläufig und spiralförmig geschwungene Rampen auf die Hauptebene, auf der sich die sogenannte Innere Kammer als Raum im Raum befindet, die zentrale Meditations- und Kontemplationshalle mit etwa 24 Metern Durchmesser. 
Darin ruht an zentraler Stelle in Bodennähe eine von Schott in Kooperation mit Zeiss-Jena hergestellte Kristallglaskugel mit einem Durchmesser von etwa 70 cm. Der Kontemplationsraum selbst hat keine Fenster. Das Sonnenlicht fällt durch einen Lichteinlass im Dach und wird von einem Heliostaten gebündelt senkrecht nach unten auf die Kugel projiziert, die es ihrerseits gedämpft über den gesamten inneren Raum verteilt.
Der Raum zwischen der inneren Kammer und der äußeren Gebäudehülle wiederum erhält ebenfalls gedämpftes Licht über eine Vielzahl von lichtreduzierenden Öffnungen in der Außenhaut des Gebäudes. Über ihrer Außenfläche sind auf einer Tragkonstruktion mit geringem Abstand schwach parabolförmig gekrümmte, kreisförmige Schüsseln montiert, die sowohl das Sonnenlicht reflektieren, als auch indirektes Licht über die Plattenzwischenräume weiter nach innen dringen lassen. Jede der Parabolplatten ist nach dem gleichen Muster lückenlos und wetterfest mit goldfarbenen Mosaikplättchen überzogen. Der Bau wurde im Jahr 2008 fertiggestellt.

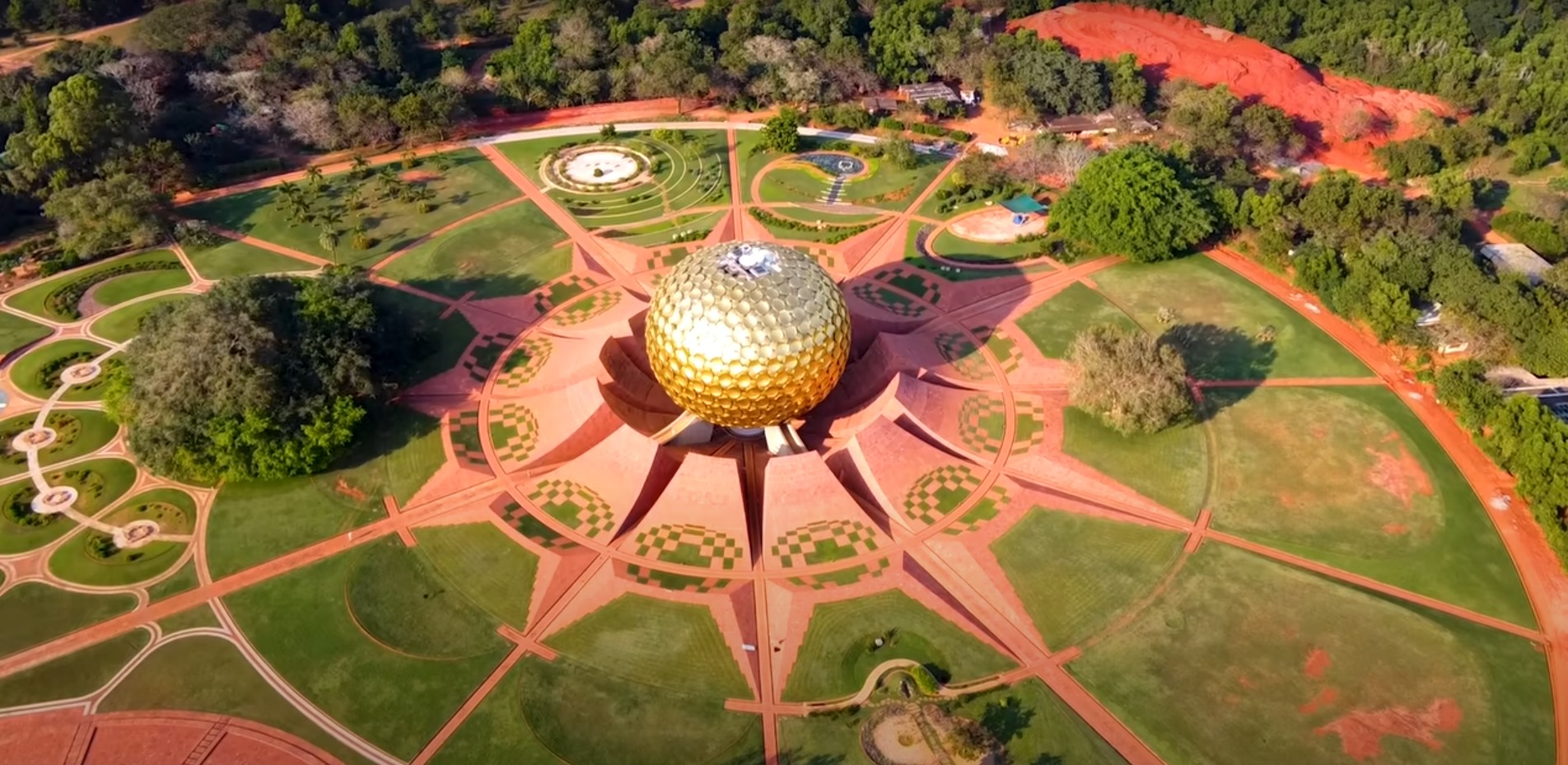